# 井上政重
井上政重（日语：／ Inoue Masashige，1585年—1661年3月27日），日本江戶時代初期大名、下總國高岡藩初代藩主。
井上政重是井上清秀的第四子，出生在遠江國，其父是德川家康的家臣。1627年（寬永4年）敘任從五位下筑後守。1632年（寬永9年）任江戶幕府的總目付（後改名大目付）。他是幕府施行宗門改和禁教政策的核心人物，雖然他也曾經是一個吉利支丹。1638年（寬永15年）島原之亂爆發後，他作為上使被派往九州。
1640年（寬永17年），被列為一萬石的大名，成為下總國高岡藩第一代藩主，1643年（寬永20年）加三千石。1644年（寬永21年），奉將軍德川家光的指示，與宮城和甫一起，要求各地的大名和代官編製正保國繪圖和正保鄉帳。
1646年（寬永23年），他在自己位於江戶的下屋敷中設置牢房，專門關押和審問吉利支丹。該牢房被稱為切支丹屋敷，其遺址位於今日東京都文京區小日向，朱塞佩·基亞拉、約翰·巴提斯塔·西多契都曾在此被拷問。
1658年（萬治元年）辭去大目付之職。1660年（萬治3年）將家督之位讓給嫡孫政清並隱居，法號幽山，翌年去世。